# یواس‌اس ادسون (دی‌دی-۹۴۶)
یواس‌اس ادسون (دی‌دی-۹۴۶) (به انگلیسی: USS Edson (DD-946)) یک کشتی است که طول آن ۴۰۷ فوت (۱۲۴ متر) می‌باشد. این کشتی در سال ۱۹۵۸ ساخته شد.